# Маньковская поселковая община
Маньковская поселковая община — община в Черкасской области, Украина.

## Населенные пункты

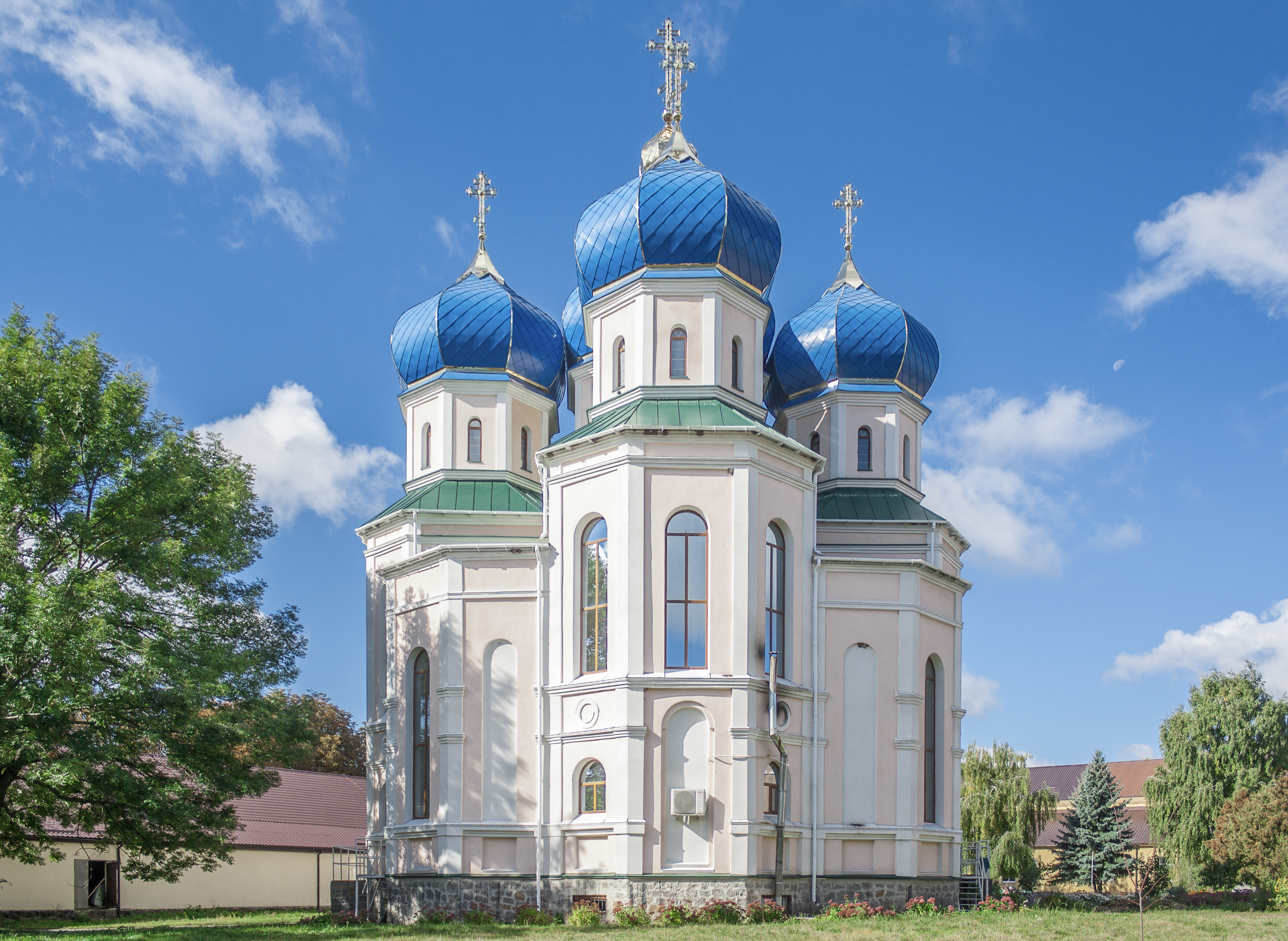
Церковь в Маньковке

В громаде насчитывается 4 поселка и 15 сел. Административный центр — Маньковка.

## Транспорт
Через громаду проходит трасса E95, и Т2406 до поселка Буки